# チャーミング (お笑いコンビ)
チャーミングは、SMA NEET Projectに所属するお笑いコンビ。2004年4月結成、2018年3月解散。解散後、同事務所にて野田は野田ちゃん、井上はチャーミングじろうちゃん・清宮こうだろうとして、両者共にピン芸人として活動したのを経て、2023年7月、「ビジネス再結成」と称して再結成。

## メンバー

### 野田 航裕
（のだ かずやす、1975年8月31日（49歳） - ）
- ボケ・ネタ作り担当、立ち位置は向かって右。
- 旧芸名:野田 カズヤス（のだ かずやす）[17]。
- 福岡県柳川市生まれ、東京都練馬区育ち[1][注 12]。血液型AB型。174cm、52kg。弟が2人いる。
- 大分大学工学部卒業[19][注 13]。
- コンビ解散後はコンビ時代からの愛称『野田ちゃん』（のだちゃん）を芸名として活動。
- 番組やライブでは一言も発さないこともあり大人数の平場に弱いとされていたが、2021年1月26日では実に芸歴22年目にして『踊る!さんま御殿!!』（日本テレビ）へ初出演し、物怖じしないトークでスタジオを沸かせた[20]。
- 一方で、ハリウッドザコシショウのYouTubeチャンネルでの企画『口喧嘩の花道』にて13連勝しており、1対1の口喧嘩には強い。相手の言い分は一切聞かず、マシンガンのように一方的に責め立てるスタイル。
- 無趣味で特技もこれといってないためそのことを芸人仲間から咎められている。一方で、水道検針のアルバイトについては芸人になる前から継続しており（2021年1月現在で23年目）、20年の節目となる2019年4月には勤務先から永年勤続を表彰されたエピソードを持つ[21]。同じSMA所属のザコシ、おぐ（ロビンフット）など100人ほどに同仕事を紹介しており、関東芸人のバイト先として水道検針を広げた人物とされている[22]。
- 2021年の年越し特番に後輩のやす子と共に出演[23]しブレイク。ツイッタートレンド1位が「あけおめ」、2位が「おけましておめでとうございます」、3位に「野田ちゃん」が入った[22]。4位が「謹賀新年」だったため、この現象を野田は謹賀新年に勝ったと述べている[22]。
- 時折披露する真偽不明のエピソードトークに「小学生の時に家族で健康ランドに行った際、排水口に陰嚢を吸い込まれ、陰嚢が裂けて睾丸が片方ちぎれて転がった。なんとか拾い上げ、病院で治療」というショッキングなものがある。
- 2021年2月21日に決勝戦が行われた、芸歴11年目以上のピン芸人によるお笑い賞レース『Be-1グランプリ』[24]で優勝[25][注 14]。
- 2021年3月、自身のソロYouTubeチャンネル「野田ちゃんっすわ!」を開設。2021年11月にはTikTokチャンネル「野田ちゃん」を開設した[注 15]。TikTokチャンネル開設当初はハッシュタグを理解しておらず言葉の尻にハッシュ記号#を書いてしまい、後輩芸人のにゃんこスター・アンゴラ村長に芸人らしく優しくいじられるなどしている[29]。
- 「野田ちゃん軍団」を結成しており、団員にはジュリン・ゆうきたけし・北村村長・サラリーマン北村・シュビシャビレらが名を連ねる。主催ライブ『野田ちゃんのオモシロ60分』では軍団員や団員候補生らも出演する。特にジュリンとは20年来の仲間であることが明かされている。

### 井上 二郎
（いのうえ じろう、1977年7月5日（47歳）- ）
- ツッコミ担当、立ち位置は向かって左。
- 旧芸名:吉田 いちご（よしだ いちご）[17]。
- 福岡県出身。血液型A型。172cm、75kg。既婚、一子あり。
- 福岡大学附属大濠高等学校卒業[19]。大阪NSC17期生。
- 第1回爆発-1グランプリ優勝、第1回ケーサツ呼ぶぞ-1グランプリ優勝、第2回喚き-1グランプリ3位。
- 趣味は漫画[19]、料理。特技は柔道[19]（初段は6人抜きで達成）[30][出典無効]。旅程管理主任者の資格有り[31]。
- 特技は早脱ぎで、全裸になってからの「女形」（男性器を股間に挟むのではなく、陰囊で隠す）という下ネタギャグがある。『ドキュメンタル』（Amazon Prime Video）シーズン5ではザコシの助っ人として参戦し、山内健司（かまいたち）を沈めた[32]。
- 漫画好きが高じて「漫画ソムリエ」として「ポリフェノールは漫画から」というタイトルのコラムを書いていた[33]。さらにコンビ時代後期には漫画家としても活動。漫画の連載を数本抱え、漫画の仕事の方が芸人の仕事より多いため「漫画家のついでに芸人をやっている人」と言われる（2020年時点で漫画家としての収入は月30万円ほど）。
- 2018年お金マンガ投稿コンテスト入賞[34]、2017年日中漫画大賞佳作入選[35]。
- コンビ解散後は漫画芸人『チャーミングじろうちゃん』および北海道日本ハムファイターズ所属の清宮幸太郎のものまね芸人『清宮こうだろう』（きよみや こうだろう）の2つの名義で活動しているが、清宮選手がもっと野球で活躍してくれないと番組や営業に呼ばれないと『逆襲ザコシのチョゲチョゲPARK』（AuDee）内で愚痴をこぼしている。
- 2021年9月25日に公開された、忙しい人のために1.5秒以内のネタを競うお笑い賞レース『第1回1秒-1GP（1SECOND GRAND PRIX）』で優勝[36]。

## 来歴
野田は「ラッパリオ」、井上は「ハッピーマンデー」というコンビで、それぞれ吉本興業の渋谷公園通り劇場に出演していた。井上は福岡の高校生時代にテレビ西日本のオーディション番組「激辛!?お笑いめんたい子」に出演していたため、当時大分大学の学生だった野田はテレビを見て一方的に知っていた。劇場出身者で7人組コントユニット「NOVCO」を結成したことを機に仲良くなり、野田が「ハッピーマンデー」に合流する形でトリオ「チャーミング」を結成するが、2004年にメンバーが脱退しコンビとなる。翌年の2005年にSMAのお笑い部門に所属。キングオブコントでは三度の準決勝進出を経験し、M-1グランプリでは2017年に準々決勝まで進出した。しかしコンビ仲が次第に悪くなり、井上が漫画家として評価されるようになったこともあり、2018年に解散。

## 芸風
コントと漫才を両方行うが、メインはコントだった。野田が嫌がらせをして井上が大騒ぎするスタイルのネタを演じる。
結成当初はボケとツッコミが逆だったが、ハリウッドザコシショウの助言で交代し、ネタ作り担当者も井上から野田に代わったことでウケるようになったという。

## 賞レース戦績

### M-1グランプリ
| 年度   | 成績         | 会場                       | 日時       | 備考                                                                   |
| ------ | ------------ | -------------------------- | ---------- | ---------------------------------------------------------------------- |
| 2009年 | 1回戦敗退    | TEPCOホール                | 2009/10/23 |                                                                        |
| 2010年 | 2回戦進出    | ラフォーレミュージアム原宿 | 2010/11/07 |                                                                        |
| 2015年 | 2回戦進出    | 雷5656会館ときわホール     | 2015/10/12 |                                                                        |
| 2017年 | 準々決勝進出 | 浅草公会堂                 | 2017/11/03 |                                                                        |
| 2021年 | 2回戦進出    | 雷5656会館ときわホール     | 2021/10/13 | 野田ちゃんのみ、やす子と組んだユニット「やす子と野田ちゃん」として出場 |
| 2022年 | 2回戦進出    | 雷5656会館ときわホール     | 2022/10/18 | 野田ちゃんのみ、やす子と組んだユニット「やす子と野田ちゃん」として出場 |
| 2023年 | 2回戦進出    | 雷5656会館ときわホール     | 2023/10/05 |                                                                        |

### キングオブコント
| 年度   | 成績         | 備考                                                                     |
| ------ | ------------ | ------------------------------------------------------------------------ |
| 2010年 | 2回戦進出    |                                                                          |
| 2011年 | 3回戦進出    |                                                                          |
| 2012年 | 2回戦進出    |                                                                          |
| 2013年 | 準決勝進出   |                                                                          |
| 2014年 | 2回戦敗退    |                                                                          |
| 2015年 | 準決勝進出   |                                                                          |
| 2016年 | 準決勝進出   |                                                                          |
| 2017年 | 準々決勝進出 |                                                                          |
| 2021年 | 1回戦敗退    | 野田ちゃんのみ、紺野ぶるまと組んだユニット「野田ぶるまちゃん」として出場 |

### その他の賞レース
- 2019年 R-1ぐらんぷり 準々決勝進出（野田航裕）[52]
- 2019年 R-1ぐらんぷり 準々決勝進出（チャーミングじろうちゃん）[52]
- 2020年 R-1ぐらんぷり 2回戦敗退（チャーミングじろうちゃん）[53]
- 2020年 R-1ぐらんぷり 準決勝進出（野田ちゃん）[54]

- 2021年 Be-1グランプリ 優勝（野田ちゃん）[55]
- 2021年 第1回1秒-1GP 優勝（チャーミングじろうちゃん）[56]
- 2025年 THE SECOND ～漫才トーナメント～ ノックアウトステージ 32→16 進出

## 出演番組

### テレビ
- 爆笑トライアウト（NHK総合、2009年4月3日[注 16]）
- 爆笑オンエアバトル（NHK総合）戦績0勝2敗 最高229KB
- オンバト+（NHK総合）戦績0勝2敗 最高345KB
- エンタの天使（日本テレビ）キャッチコピーは「おとなの妄想ハーモニー」
- お笑い図鑑 ハマヌキ（tvk）
- ダウンタウンのガキの使いやあらへんで!!（日本テレビ）- 2012年『山-1グランプリ』
- 世間に飛び出せ!! バナナ藩（テレビ朝日、2012年8月24日[58]）
- 女神のマルシェ（日本テレビ、2013年5月17日「ちょい足しレシピコンテスト」）- 井上のみ
- お願い!モーニング（テレビ朝日、2014年10月13日初出演）- 井上のみ『15秒で目が覚める一発ギャグランキング』コーナー出演
- くりぃむナンチャラ（テレビ朝日、2014年10月24日深夜）
- 爆笑そっくりものまね紅白歌合戦スペシャル（フジテレビ、2017年9月8日）- 井上のみ『顔もネタも15秒でSHOW!!』に清宮幸太郎のそっくりさん『清宮こうだろう』としてコーナー出演
- ビートたけしの映画小説大ヒットなのに日本はなぜ勲章くれないのかTV（TBSテレビ、2017年12月28日）
- 朝まであらびき団スペシャル あら-1グランプリ2017（TBSテレビ、2017年12月29日）
- 東京オーディション(仮)（TOKYO MX、2019年10月14日）- 野田ちゃんのみ
- おもしろ荘2021新年SP（日本テレビ、2020年12月31日[59][23]）- 野田ちゃんのみ（最年長出場者）
- 踊る!さんま御殿!!（日本テレビ、2021年1月26日[20]）野田ちゃんのみ
- ぐるぐるナインティナイン（日本テレビ、2021年1月28日[60]・2月4日[61]・5月13日[62]）野田ちゃんのみ
- チャンスの時間（AbemaTV、2021年3月10日「R-1出られなくなった人-1グランプリ!」[63]・5月19日「楽屋挨拶王決定戦」[64]・7月28日「慰問ネタグランプリ!」[65][66]）野田ちゃんのみ
- 直撃!シンソウ坂上SP（フジテレビ・関西テレビ系、2021年3月25日[67]）野田ちゃんのみ
- ぐるぐるナインティナイン 2時間SP（日本テレビ、2021年4月1日[68]・6月3日[69]・10月7日[70]・10月21日[71]・11月4日[72]・12月30日[73]）野田ちゃんのみ
- ENGEIグランドスラム（フジテレビ・関西テレビ系、2021年5月1日[74]）野田ちゃんのみ
- アメトーーク!（テレビ朝日、2021年5月20日「ソニー芸人」[75]）野田ちゃんのみ
- 水曜日のダウンタウン（TBSテレビ、2021年6月30日[76]）野田ちゃんのみ
- アプリ学院!（BS11、2022年1月4日[77]・1月11日[78]）野田ちゃんのみ[注 17]

### ラジオ
- 逆襲ザコシのチョゲチョゲPARK（AuDee）

| 逆襲ザコシのチョゲチョゲPARK（AuDee） - 解散後に、2人そろって不定期出演 | 逆襲ザコシのチョゲチョゲPARK（AuDee） - 解散後に、2人そろって不定期出演 | 逆襲ザコシのチョゲチョゲPARK（AuDee） - 解散後に、2人そろって不定期出演 | 逆襲ザコシのチョゲチョゲPARK（AuDee） - 解散後に、2人そろって不定期出演 | 逆襲ザコシのチョゲチョゲPARK（AuDee） - 解散後に、2人そろって不定期出演 |
| 出演日                                                                  | #                                                                       | タイトル                                                                | 出典                                                                    | 備考                                                                    |
| ----------------------------------------------------------------------- | ----------------------------------------------------------------------- | ----------------------------------------------------------------------- | ----------------------------------------------------------------------- | ----------------------------------------------------------------------- |
| 2020年4月3日                                                            | #2                                                                      | 「ドキュメンタルで売れ逃したな。...」                                   | [80]                                                                    |                                                                         |
| 2020年6月5日                                                            | #6                                                                      | 「ダブルの持ち方なんだよ、お前！...」                                   | [81]                                                                    |                                                                         |
| 2020年7月24日                                                           | #13                                                                     | 「ただ...見せただけですよね」                                           | [82]                                                                    |                                                                         |
| 2020年9月11日                                                           | #20                                                                     | 「東京FM 出禁になるぞ」                                                 | [83]                                                                    |                                                                         |
| 2020年10月9日                                                           | #24                                                                     | 「うんちょっちょカルパス」                                              | [84]                                                                    |                                                                         |
| 2020年12月4日                                                           | #32                                                                     | 「...ごし？」                                                           | [85]                                                                    |                                                                         |
| 2021年1月15日                                                           | #38                                                                     | 「信頼と実績の...」                                                     | [86]                                                                    |                                                                         |
| 2021年3月12日                                                           | #46                                                                     | 「娘とかに見せれねぇよ」                                                | [87]                                                                    |                                                                         |
| 2021年5月7日                                                            | #54                                                                     | 「マジック...」                                                         | [88]                                                                    |                                                                         |
| 2021年6月11日                                                           | #59                                                                     | 「ちょっとシュシュっとパンケーキ」                                      | [89]                                                                    | 野田ちゃんのみ、やす子と共演                                            |
| 2021年7月16日                                                           | #64                                                                     | 「飲む吸う飲む吸うゆーびたん飲む吸う飲む吸うゆーびたん」                | [90]                                                                    | 野田ちゃんのみ、だーりんず松本りんすと共演                              |
| 2021年9月10日                                                           | #72                                                                     | 「私もう...でしか生きられない」                                         | [91]                                                                    |                                                                         |
| 2021年12月3日                                                           | #84                                                                     | 「やればやるほど...システム」                                           | [92]                                                                    |                                                                         |
- アマレス兄弟のらじおレスリング!（stand.fm、2021年8月25日「アマレス太郎 トーク100番勝負！」[93]）野田ちゃんのみ
- シューイチ(日本テレビ、2025年3月16日) - 田辺大智アナへのドッキリ企画の仕掛け人役。 井上のみの出演で(「チャーミングじろうちゃん」名義)

### 配信
- HITOSHI MATSUMOTO presents ドキュメンタル（2018年、Amazonプライム・ビデオ）- 井上のみシーズン5に出演
- 配信ザコシの珍棒JOCKEY（2020年9月12日[94]）
- ぐるナイ おもしろ荘 オンラインTHE LIVE（Huluストア、2021年3月13日[95]）野田ちゃんのみ
- 伝達がありまっすわ!!!（自主企画配信、2021年5月16日[96]・6月18日[97][98]・7月24日[99][100]）野田ちゃんのみ
- 第3回「AUN〜コンビ大喜利王決定戦〜」（東京・北沢タウンホール配信、2021年8月28日[101]）野田ちゃんのみ、紺野ぶるまと組んだユニット「野田ぶるまちゃん」として出演
- 松竹芸能×SMA×ビクター 三社合同企画「お笑いBatonライブ」（東京・Veats SHIBUYA配信、2021年9月22日[102]）野田ちゃんのみ
- チャンスの時間（2021年以降、ABEMA）野田ちゃんのみ[103]

### ライブ
- SMAトライアウトライブ（笑）- （SMAお笑い部門劇場Beach V（びーちぶ）、毎月出演中）
- 野田ちゃんの練馬でオモシロ60分[注 18] - （練馬区生涯学習センター・和室、2021年12月26日[注 19]）野田ちゃんのみ[注 20]

## 漫画・イラスト
全てチャーミングじろうちゃんの作品によるもの。

### 読み切り・短編
- 妄想カブ生活（SMBC日興証券「日興フロッギー」、2018年4月2日[34]）- 2018年お金マンガ投稿コンテスト入賞作品。
- コロナのあおりを受けて業務委託が無職になった話（note、2021年8月23日[105]）

### 連載
単行本化作品は後段にも記載。
個人発表
- 芸人生活（note、2014年8月7日 - ）- ハリウッドザコシショウの母を描いた第31話「母」で2017年日中漫画大賞の佳作入選。
- おすべり君（note、2015年3月12日 - 2015年8月2日）
- おすべり君（Instagram） - note版と最終回が異なっている。

雑誌・webメディア
- 私がパチンコ店を3店舗潰すまで〜漫画版しくじり店長〜（パチ7、 2016年11月16日 - 2022年7月7日） - 原作：元・店長カタギリ
- 本当にあった芸人生活（ぶんか社『本当にあった笑える話』、2019年2月号 - ）
- お父ちゃんは月曜日に歯を磨く（GetNavi web、2019年7月16日 - ）
  - 紙媒体の雑誌『GetNavi』（ワン・パブリッシング）にも再録掲載された。

- 売れない芸人が、一流の投資家を目指して株をはじめてみた。（SMBC日興証券「日興フロッギー」、2019年7月31日 - 2021年10月21日）
- じろう、母乳でちゃいそうです。（ぶんか社『本当にあった笑える話』、2020年7月号 - 2022年2月号）
- 劇場びーちぶの怪人（共同通信、2022年10月14日 - 11月17日） - イラスト1点とエッセイの構成。

### 単行本
- 芸人生活（彩図社、2015年3月24日[121]） - 同じ事務所の先輩であるバイきんぐが同書の帯に推薦文を書いている。